# Bufo tibetanus
Cóc Tây Tạng (Bufo tibetanus) là một loài cóc thuộc họ Bufonidae.
Đây là loài đặc hữu của Trung Quốc.
Môi trường sống tự nhiên của chúng là vùng đồng cỏ ôn đới, đồng cỏ nhiệt đới hoặc cận nhiệt đới vùng đất cao, đầm nước, đầm nước ngọt, đầm nước ngọt có nước theo mùa, và đất canh tác.
Chúng hiện đang bị đe dọa vì mất nơi sống.

## Hình ảnh

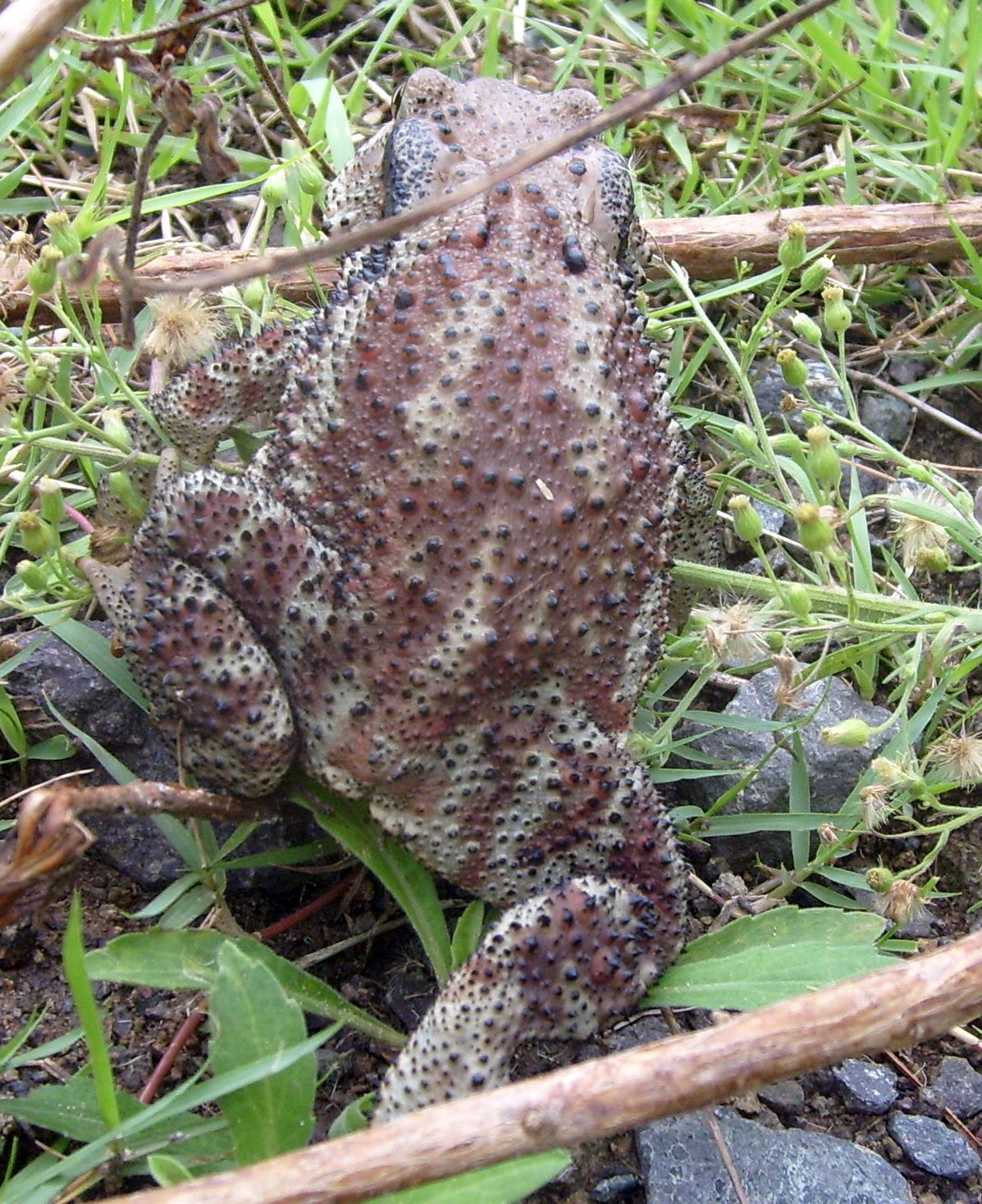
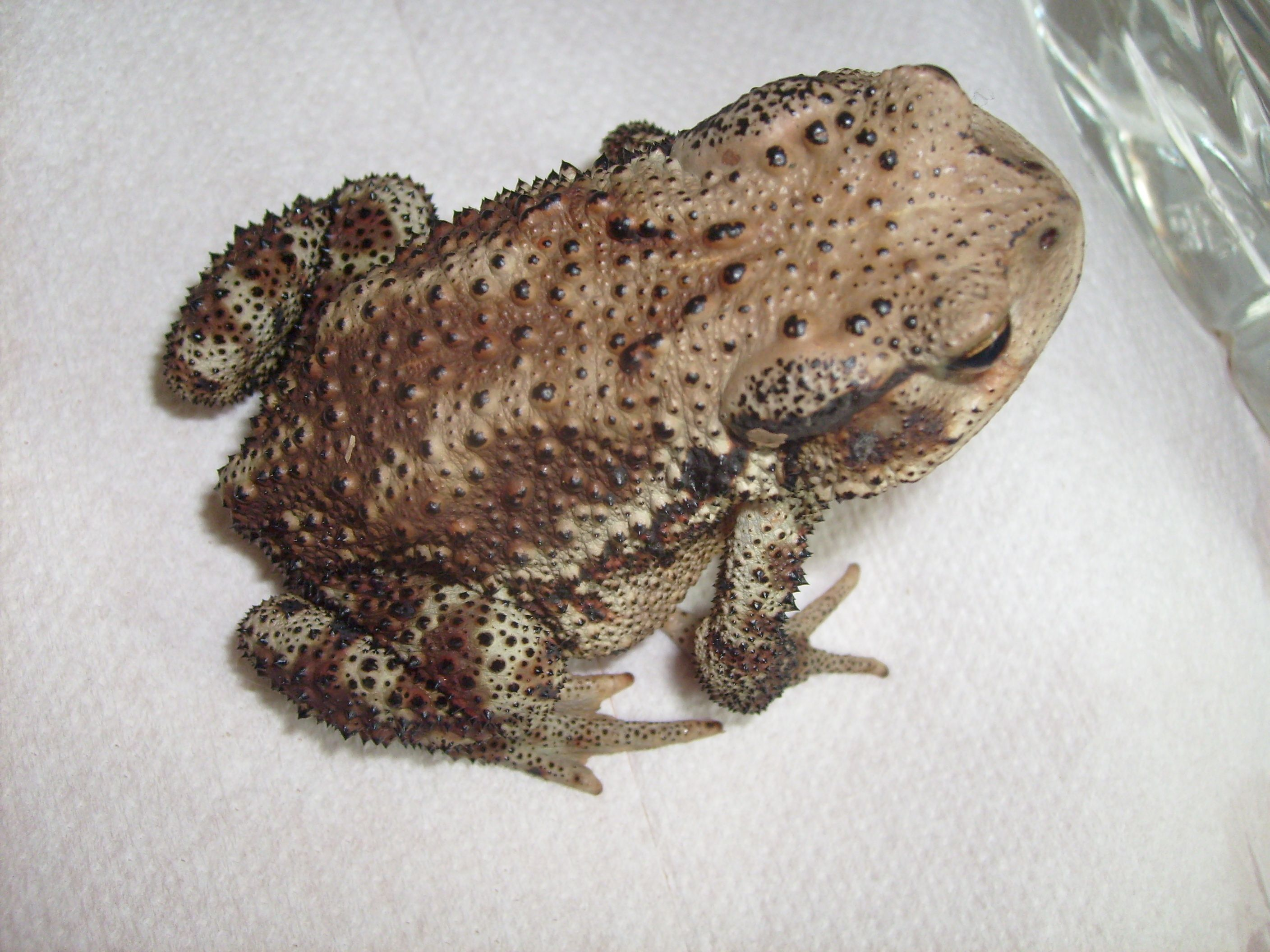
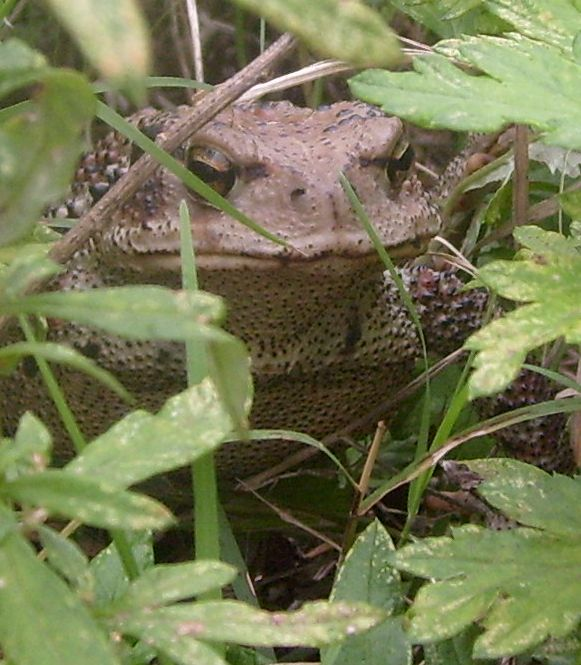
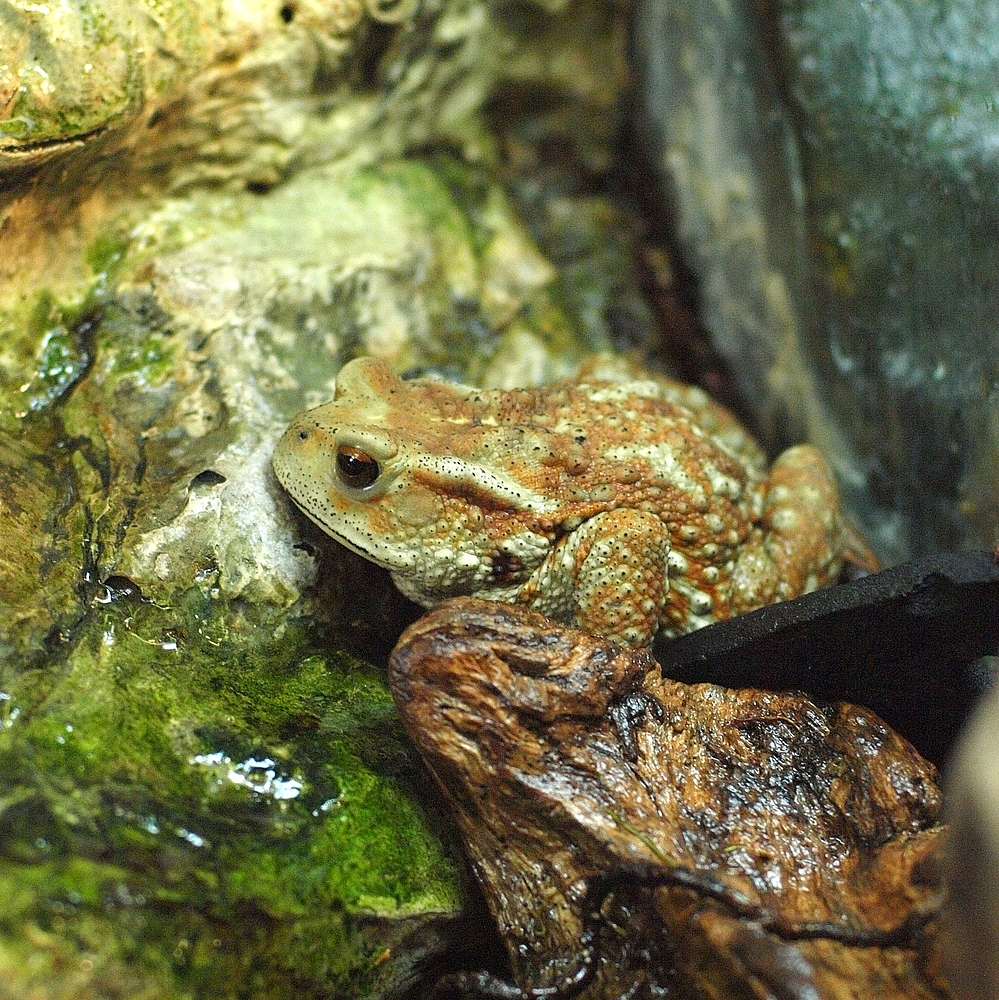